# Wilhelm Jander

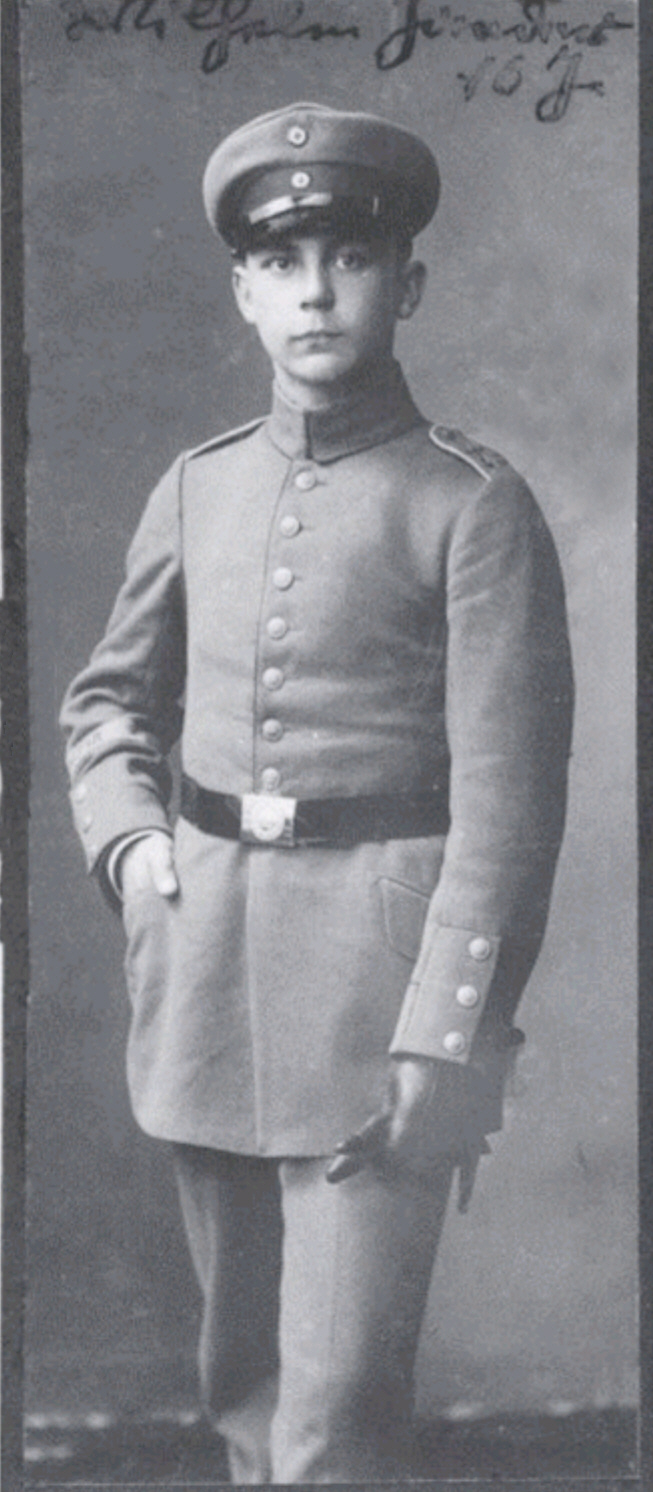
Wilhelm Jander ein Jahr vor seinem Notabitur 1915

Wilhelm Jander (* 2. Juli 1898 in Altdöbern; † 2. Juli 1942 in Straßburg) war ein deutscher Chemiker (Anorganische Chemie) und Hochschullehrer.
Jander besuchte ab 1909 das Gymnasium in Rinteln, das er mit einem Notabitur 1915 verließ. Danach wurde er dem 79. Infanterieregiment (Hildesheim) als Fahnenjunker zugeteilt, 1917 bei der Dritten Flandernschlacht mit Oberarmdurchschuss verwundet und geriet in britische Kriegsgefangenschaft. Oktober 1918 wurde er als Austauschgefangener an das Deutsche Reich übergeben.
Nach dem Krieg studierte er ab 1919 Chemie an der Universität Göttingen und promovierte 1922 bei Gustav Tammann in der physikalischen Chemie mit einer Arbeit „Über das Verhalten zweier in Quecksilber gelöster Metalle zueinander“.
Während seiner wissenschaftlichen Tätigkeit engagierte er sich führend in der aufstrebenden deutschnationalen Bewegung. Als Mitglied eines Freikorps beteiligte er sich 1921 an der Niederschlagung des Dritten Aufstandes in Oberschlesien, trat bereits 1922 der NSDAP bei und übernahm im selben Jahr die Führung der Göttinger SA. Sein Bruder Gerhart beteiligte sich als NSDAP-Mitglied am Hitler-Putsch 1923 in München.  Beide Brüder wurden hierfür später reich dekoriert.
Nach einer Assistententätigkeit 1923 bei Otto Ruffs in Breslau bat er 1924 nach seiner Rückkehr nach Göttingen bei Tammann um eine Habilitationsstelle. Jander trat zum 9. März 1925 der zwischenzeitlich verbotenen und nun neu gegründeten NSDAP bei (Mitgliedsnummer 2.866), die ihm später das Goldene Parteiabzeichen verlieh. Durch Förderung durch Otto Dimroths (Organische Chemie) konnte er sich 1927 an der Universität Würzburg habilitieren und blieb dort als Privatdozent in der Anorganischen Chemie bis 1932.
Von den 145 Würzburger Hochschullehrern war Jander einer von zweien gewesen, die 1933 den Reichstagswahlkampf der NSDAP durch ihre Unterschrift unterstützten, der andere war der Gerichts- und Sozialmediziner Herwart Fischer.
1933 wurde er zum nichtbeamteten außerordentlichen Professor an der Universität Würzburg ernannt. 1934 erhielt er einen Ruf als ordentlicher Professor für Anorganische Chemie an die Goethe-Universität Frankfurt am Main. Er befasste sich mit seinem Bruder Gerhart Jander mit der Verwendung von Ultrafiltern in der Analytik, sein Hauptforschungsgebiet war hingegen die Festkörperchemie. Zudem untersuchte er den Einfluss von Gasen auf Festkörperreaktionen und wies den Einfluss von Gitterstörungen auf Festkörperreaktionen mit Röntgen-Methoden nach und befasste sich mit Silikatchemie.
An der Universität Frankfurt am Main war Jander 1936–1938 NS-Dozentenbundführer. 1939, bei Beginn des Zweiten Weltkrieges, meldete er sich als Hauptmann freiwillig zur Wehrmacht und war dort für die Gegenspionage tätig. 1941/42 wurde er entlassen, um an der Reichsuniversität Straßburg ein Institut für Anorganische Chemie aufzubauen.
Wilhelm Jander verstarb am 2. Juli 1942, seinem 44. Geburtstag, an einer bakteriellen Blutvergiftung (Sepsis), hervorgerufen durch das Zerkauen von Grashalmen in Verbindung mit einem entzündeten Zahn.

## Schriften
- Lehrbuch für das anorganisch-chemische Praktikum (mit Ausnahme der quantitativen Analyse). Von Wilhelm Jander, o. Professor für anorganische Chemie an der Universität Frankfurt a. M. XII, 415 S. mit 39 Abbildungen. Verlag von S. Hirzel, Leipzig (doi:10.1002/ardp.19392770613) 1939 (1. Aufl.) … 3. Aufl. 1942 …  5. Aufl. 1944